# Åkareplatsen resecentrum

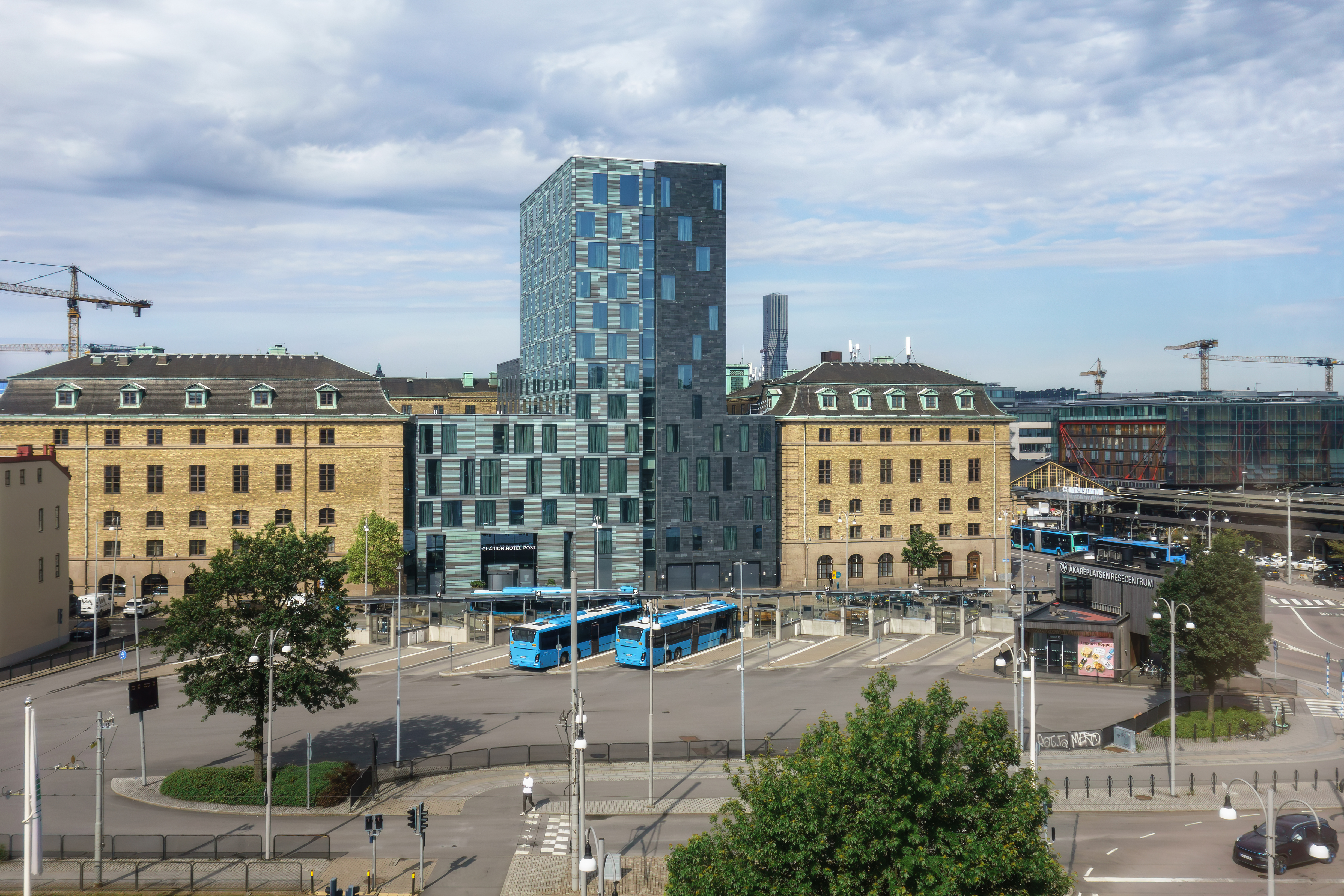
Åkareplatsen resecentrum.

Åkareplatsen resecentrum är ett tillfälligt resecentrum som ligger vid centralstationen och Odinsgatan i Göteborg. Det invigdes den 18 juni 2018 och är tänkt att stå kvar i tio år, under byggandet av Västlänken. Resecentrumet kostade tjugofem miljoner kronor att bygga.
Resecentrumet har plats för 8 bussar, och dessa platser numreras 51–58. Det är Västtrafiks bussar som angör resecentrumet, i första hand sådana mot Borås, Kinna, Gråbo och vissa andra destinationer. Fjärrbussar och flygbussar som inte tillhör Västtrafik, och Västtrafiks bussar mot Bohuslän går fortsatt från Nils Ericsonterminalen.